# Murotjon Azimov
Murotjon Berdalievich Azimov (usbekisch Murotjon Berdiyalievich Azimov; russisch Муроджон Бердалиевич Азимов; * 1976 in der Provinz Qashqadaryo) ist ein usbekischer Jurist, Politiker und Generalmajor des Zolldienstes. Er wurde 2018 zum Vorsitzenden des Staatlichen Zollkomitees von Usbekistan ernannt.

## Biographie
Murotjon Azimov wurde 1976 in der heutigen  Provinz Qashqadaryo geboren. Nach dem Abschluss an der Staatlichen Juristischen Universität in Taschkent arbeitete er als Untersuchungsführer der Staatsanwaltschaft in der Stadt Qarshi. Dann wechselte er zum Staatsanwalt im Regionalanklägerbüro der Provinz Qashqadaryo, später fungierte er als leitender Assistent der Regionalstaatsanwaltschaft und als Leiter der Bezirksstaatsanwaltschaft.
2014 wurde er zum Staatsanwalt des Gebiets Buchara ernannt, wo er bis 2016 arbeitete.
Von 2016 bis 2018 arbeitete er als stellvertretender Generalstaatsanwalt der Republik Usbekistan. Im Jahr 2018 wurde er Vorsitzender des Staatlichen Zollkomitees im Rang des Generalmajors des Zolldienstes. Murotjon Azimov ersetzte den Generalmajor Muijon Tohiri, der dieses Amt seit Dezember 2016 innehatte.